# Magazyn Chrześcijański „Cel”
Magazyn Chrześcijański „Cel” – chrześcijański kwartalnik wydawany przez Fundację Nadzieja dla Przyszłości, związaną z Kościołem Chwały w latach 2004–2012. Ukazało się łącznie 29 numerów tego pisma. Po zaprzestaniu wydawania wersji papierowej czasopisma, jego działalność kontynuuje portal internetowy.

## Historia
Pierwszy numer ukazał się w październiku 2004, następne w maju i październiku 2005. Od 2006 pismo ukazywało się regularnie w cyklu kwartalnym. Nakład pisma wynosił początkowo 5000 egzemplarzy, w 2008 wynosił 4000 egzemplarzy. Z początkiem 2009 zmieniono szatę graficzną i format czasopisma. Ostatni numer pisma ukazał się w czerwcu 2012, po czym zostało przekształcone w portal internetowy.

## Profil tematyczny
Wśród tematów poruszanych przez pismo były m.in. edukacja, rola chrześcijaństwa w nauczaniu dzieci, angażowanie się chrześcijan w politykę, terroryzm, syjonizm, okultyzm, problem ordynacji kobiet. Na jego łamach krytykowano teorię ewolucji i krzewiono kreacjonizm.